# Barbet (chien)
Pour les articles homonymes, voir Barbet.
Le barbet (féminin : barbette) est le chien d'eau français. Il appartient au groupe 8 (Chiens rapporteurs de gibier - Chiens leveurs de gibier - Chiens d'eau) des chiens de race reconnus par la Fédération cynologique internationale (FDI).

## Histoire
Il est l'ancêtre du caniche et de nombreux autres chiens, comme les griffons par exemple. L'histoire du barbet est souvent confondue avec celle du caniche alors que la race barbet n’apparaît que vers les années 1860 en France en tant que chien rustique, qui était alors un chien de ferme et non un animal sélectionné comme l'a été le caniche.
Chien favori des grognards de Napoléon Ier et chien mythique que Goethe a choisi pour incarner la promesse du savoir absolu et du pouvoir de séduction, le barbet noir est la forme que prend le diable pour se présenter à Faust.

## Description

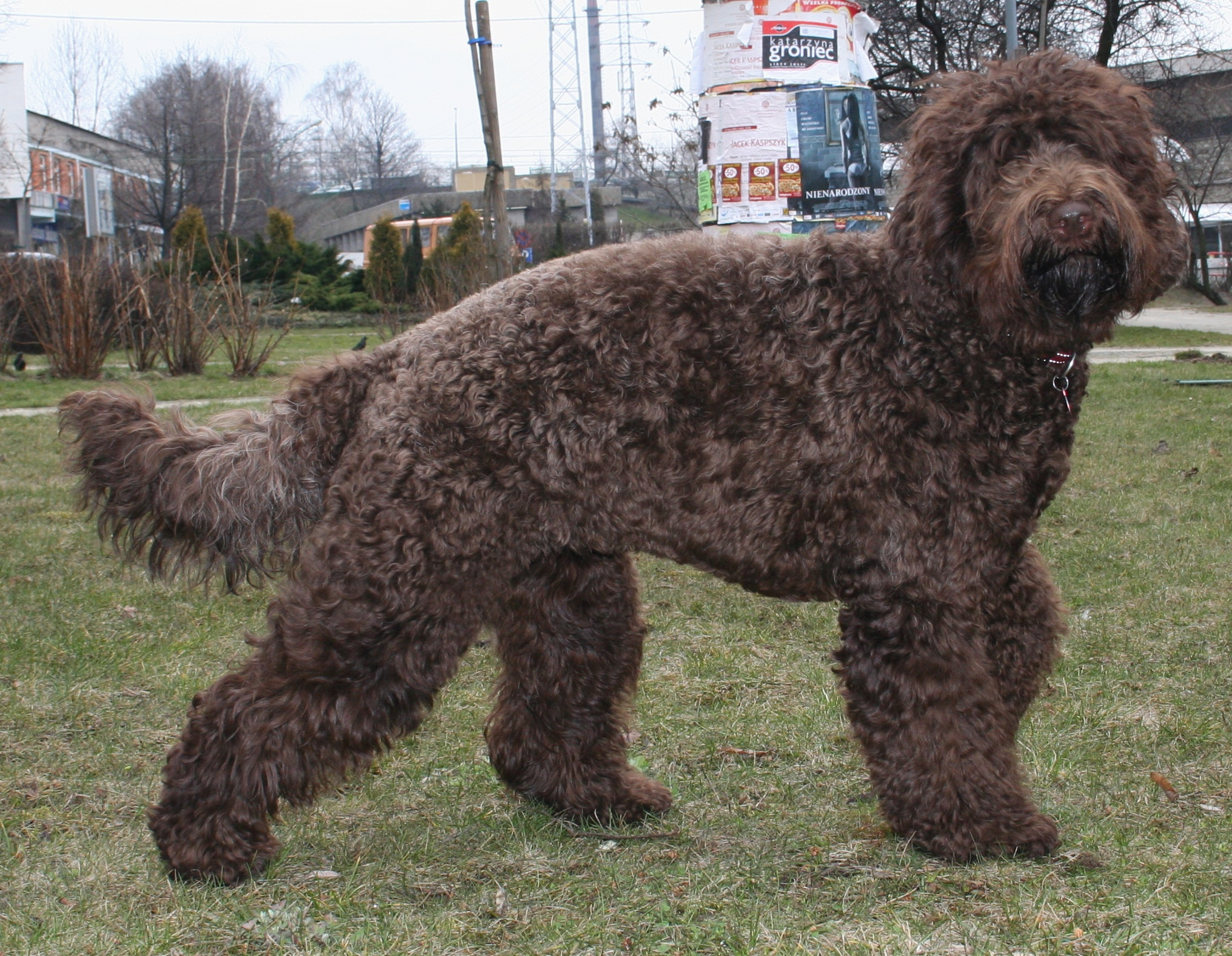
Barbet.

Il peut être de plusieurs couleurs, mais la principale a été pendant de nombreuses années le blanc et noir ou le noir panaché de blanc. On rencontre de plus en plus de barbets marron, ou marron panaché blanc, ou sable, mais ils sont plus rares. Le barbet ne perd pas ses poils. Son pelage est frisé, pouvant former des mèches. Le poil long laineux frisé du Barbet est la caractéristique essentielle de la race. La taille du barbet varie de 52 à 61 cm au garrot pour une femelle et de 57 à 65 cm au garrot pour un mâle (Standard FCI 2006). Le barbet est aussi utilisé comme chien guide  d'aveugle. Le barbet peut être utilisé comme chien truffier. Cependant, c'est un nageur hors pair et il adore l'eau.
Une femelle Barbet se dit "Barbette", un chiot mâle "Barbichon", un chiot femelle "Barbichonne", un éleveur de Barbet "Barbetier". C'est l'une des seules races à présenter cette particularité. C'est aussi la seule race française du 8e groupe. 
On le retrouve également dans des expressions : "crotté comme un Barbet" , "trempé comme un Barbet" ou d'un homme qui en suit toujours un autre "suivre comme un Barbet". Ces expressions sont notamment reprises dans les dictionnaires de proverbes.
Barbet, de "barbe" a été pendant longtemps un mot générique utilisé pour tous les chiens à poil long, qui ont une barbe, quelle que soit sa taille qui peut varier d'un griffon, caniche nain, un bichon jusqu'au caniche royal. On retrouve cette race dans le livre d'Hector Malot, Sans famille : le chien Zerbino.

## Caractère
À l'origine, ce chien était employé comme chien de chasse en marais (il a les pattes palmées), mais il est à l'heure actuelle principalement utilisé comme chien de compagnie. Chien calme à l'intérieur, il aime se dépenser à l'extérieur. C'est un chien sportif qui appréciera d'accompagner son maître dans ses balades à pied, à vélo ou à cheval et qui ne se fera pas prier pour un parcours d'agility… Il est très sociable et a besoin de la présence de son maître.

## Soins
Le barbet selon la texture et la longueur de son poil. Son poil peut être recoupé aux ciseaux environ tous les deux ou trois mois pour garder une longueur raisonnable. On peut aussi le tondre, une à deux fois par an. Son poil a tendance à faire des bourres et s’emmêle un peu comme de la laine. Du fait de son poil laineux le barbet sent très peu et ne perd pas ses poils .